# Втрачений рай (фільм, 1940)
«Втрачений рай» (фр. Paradis perdu) — французький романтичний фільм-драма 1940 року, поставлений режисером Абелем Ґансом.

## Сюжет
14 липня 1914 року в Парижі на святковому балу художник Леблан зустрічає Жаніну, молоду співробітницю ательє мод. Вони закохуються одне в одного з першого погляду. Художникові здається жахливою сукня, яку дала дівчині багата клієнтка. Він переробляє його, і дівчина виграє конкурс краси. Її начальник наймає художника на роботу, і той успішно переробляє по-своєму усі сукні в колекції. П'єр і Жаніна одружуються. Їх занадто недовге щастя перерване звісткою про початок війни і мобілізації. Жаніна працює на заводі з виробництва снарядів. Не витримавши навантажень, вона помирає, перед смертю народивши доньку. П'єра ця звістка застає на фронті. Він поранений. П'єр віддає доньку на виховання до пансіону й не хоче її бачити: він вважає, що саме вона винна у смерті матері.
Після війни П'єр знову починає писати і продавати картини. Він дізнається, що якийсь кутюр'є використовує його старі малюнки. Він влаштовує скандал та повертає собі відібрані права. Він стає знаменитим у світі моди. Його донька Жаннетта виросла і перетворилася на точну копію матері. Вона просить батька, щоб той перестав жити спогадами. Прислухавшись до поради доньки, П'єр бере нареченою зовсім юну дівчину, брат якої Жерар закоханий в Жаннетту. Але Жерар вважає, що його сестра занадто молода, щоб виходити за П'єра і той жертвує своїм щастям, щоб його донька була щаслива з Жераром. Важко захворівши, він все-таки приходить на їхнє весілля та помирає на церемонії.

## У ролях
| • Фернан Гравей   | … | П'єр Леблан       |
| • Ельвіра Попеско | … | Соня Ворошина     |
| • Мішлін Прель    | … | Жаніна / Жаннетта |
| • Андре Алерм     | … | Калу              |
| • Монік Роллан    | … | Лоране            |
| • Робер Ле Віган  | … | Едуар Борденав    |
| • Андре Пізані    | … | Лезаж             |
| • Жана Маркен     | … | мадам Боннерон    |
| • Марсель Делетр  | … | капітан           |
| • Жерар Ландрі    | … | Жерар             |

## Знімальна група
- Автор сценарію — Жозеф Тан, Стев Пассер (діалоги), Абель Ґанс, Грман Дж. Вейнберг
- Режисер-постановник — Абель Ґанс
- Продюсери — Жан Сеферт, Йозеф Тан
- Співпродюсер — Фредерік Брунн
- Оператор — Крістіан Матра
- Композитор — Ганс Май
  - Пісня: «Втрачений рай», музика — Ганс Май, слова — Роже Ферней, виконання — Люсьєн Деліль
- Монтаж — Леонід Азар
- Художник-постановник — Анрі Мае
- Звукорежисери — Рене Люж, Луї Перрен